# Schleich
Schleich je německý výrobce minifigurek. Vyrábí figurky domácích zvířat, jako jsou psi a kočky, farmářských zvířat, jako jsou koně, ale vyrábí i různé postavičky z fantasy světa. Všechny figurky, jež Schleich vyrábí, jsou ručně malovány. Společnost má sídlo ve Schwäbisch Gmünd v Německu.Tradiční trh s výrobky Schleich je v kontinentální Evropě, s polovinou prodejů v Německu. Nicméně tyto hračky se prodávají po celém světě a nyní[kdy?] se Schleich stává velmi populární ve Velké Británii, Austrálii a Severní Americe.

## Historie
Firmu Schleich založil Friedrich Schleich v roce 1935. Jeho figurky byly poprvé uvedeny  v roce 1950 na trh komiksových figurek, jako je Snoopy a Šmoulové. Na začátku 80. let 20. století byly přidány zvířecí figurky. Do konce roku 2006 byl Schleich rodinná firma. To se pak změnilo, protože britská investiční společnost HG Capital zaplatila 165 milionů euro za 80% podíl.

## Návrh a výroba
Design výrobků a vytváření nástrojů je většinou vlastní. Výroba je prováděna v německé centrále a ve výrobních zařízeních v zahraničí, přičemž figurky jsou ručně malovány v Číně. V roce 2006 měla firma asi 250 zaměstnanců a roční prodejní tržbu přibližně 80 milionů EUR. Figurky se odlévají jak v Číně, tak v Německu.

## Produktové řady
Sortiment figurek zahrnuje domácí zvířata, divoká zvířata, fantasy postavičky, postavičky ze seriálů a komiksů, spolu s mnoha doplňky pro každou figurku. Každý rok jsou na trh vypuštěny nové modely a starší modely zase staženy, takže má každý sběratel vždy ke sbírání něco nového.
V květnu 2007 byl zavedený nový druh elfů – jižní a severní elfové představující boj světla a tmy. V roce 2009 publikoval Schleich knižně příběh o elfech, přičemž jednotlivé kapitoly byly postupně zveřejňovány na internetových stránkách společnosti. Světový objem prodeje je nyní[kdy?] v řádu desítek miliónů figurek. A přes 500 miliónů jich bylo dosud prodáno.

## Live show
V poslední době[kdy?] se těší čím dál větší oblibě tzv. live show, tedy výstavy těchto modelů, především koní. Firma Schleich vyrábí kromě stálé produkce i limitované řady jako je například Satchmo, který byl vyráběn jen v roce 2010 a to v počtu 5000 ks. Tyto modely pak na výstavách sklízejí lepší hodnocení.